# Foster and Partners

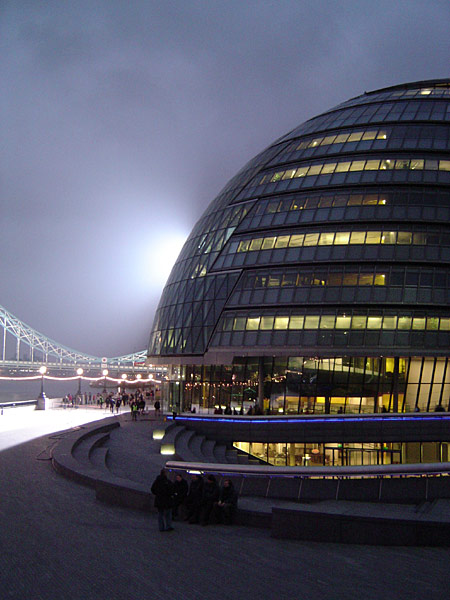
Ratusz w Londynie wybudowany w 2002 roku

Foster and Partners – firma architektoniczna w Wielkiej Brytanii, wykonawca projektów, m.in. wieżowców i terminali lotniczych.
Firmę założył Norman Foster jako Foster Associates w 1967 r. W latach 90. XX wieku nazwę zmieniono na Foster and Partners, aby odzwierciedlić wpływ innych zatrudnionych głównych architektów.

## Najważniejsze projekty
- Sainsbury Centre for Visual Arts w University of East Anglia w Norwich, 1978
- HSBC Tower w Londynie, 1986
- Terminal na lotnisku w Stansted, 1991
- Commerzbank Tower we Frankfurcie nad Menem, 1997
- Millennium Bridge w Londynie, 1999-2002
- City Hall w Londynie, 2002
- 30 St Mary Axe w Londynie – siedziba Swiss Re, 2004, Nagroda Stirlinga
- Wiadukt w Millau, najwyższy most drogowy na świecie, 2004
- Stadion Wembley – przebudowa, 2007
- Apple Park w Cupertino, 2017
- Varso Tower w Warszawie, najwyższy budynek w Polsce i Unii Europejskiej, 2022